# Saab 60
Saab 60 – wersja specjalna modelu Saab 96 produkowana przez szwedzką markę Saab od czerwca 1962 do kwietnia 1963 roku. Modyfikację pojazdu przeprowadzono w Slough w Anglii.

## Historia

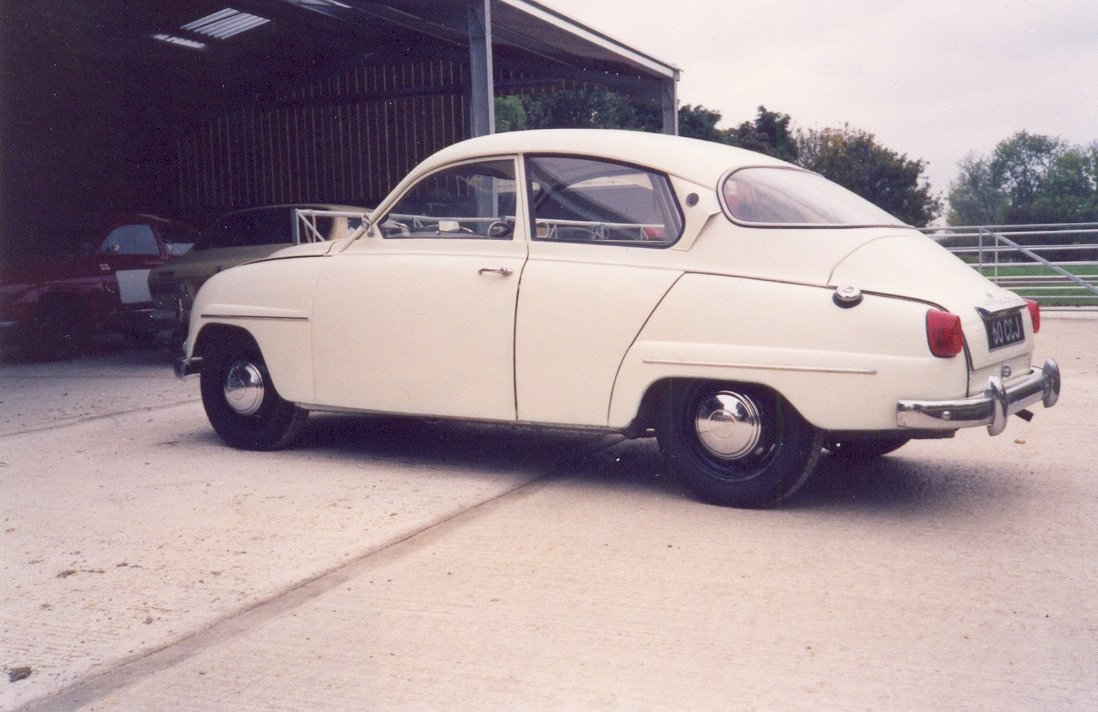
Bok Saaba 60

Historia powstania Saaba 60 wiąże się z Erikiem Carlssonem, który na początku lat 60. XX wieku swoim dwusuwowym model 96 osiągnął legendarne zwycięstwo w Rajdzie Monte Carlo oraz RAC. W związku z wysokim popytem w Wielkiej Brytanii na model 96 Sport, która nie była dostępna z kierownicą po prawej stronie, postanowiono wprowadzić do produkcji limitowaną serię zmodyfikowanych pojazdów w liczbie około 56. egzemplarzy. 
Moc silnika wzrosła z 45 KM do 60 KM. Zmieniono m.in. wał korbowy, obniżono otwory wlotu powietrza. Zmodyfikowano ustawienia gaźnika oraz zapłonu.